# Cariño
|  | Aquest article tracta sobre el municipi gallec. Si cerqueu el grup de música madrileny, vegeu «Cariño (grup musical)». |

Cariño és un municipi de la província de la Corunya a Galícia. Pertany a la Comarca do Ortegal. És situat a la costa nord de la ria d'Ortigueira. El 1988 se separà del municipi d'Ortigueira.

## Parròquies
- Cariño (San Bartolomeu)[1]
- Feás (San Pedro)[1]
- Landoi (Santiago)[1]
- A Pedra (Santa María)[1]
- Sismundi (San Estevo)[1]